# Forteresse de Ljubuški
La forteresse de Ljubuški se trouve en Bosnie-Herzégovine, sur le territoire de la ville de Ljubuški et dans la municipalité de Ljubuški. Elle remonte au XVe siècle et est inscrite sur la liste des monuments nationaux de Bosnie-Herzégovine.

## Description

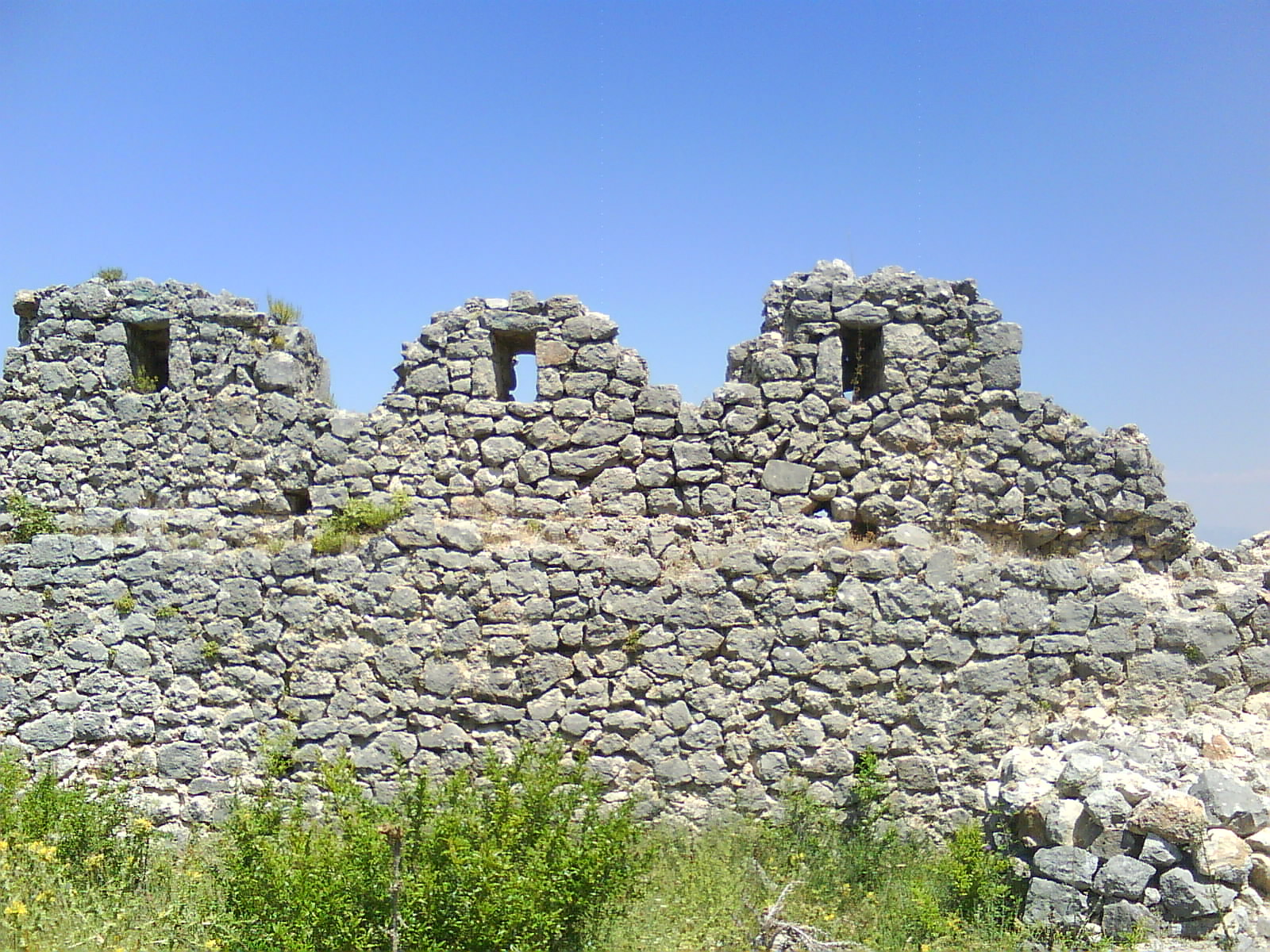
Autre vue de la forteresse